# LSV Mölders Krakau
LSV Mölders Krakau (celým názvem: Luftwaffen-Sportverein Mölders Krakau) byl německý vojenský sportovní klub, který sídlil ve městě Krakau v Generálním gouvernementu. Klub patřil pod letecké jednotky Luftwaffe. Založen byl v roce 1940 po anexi polského města Kraków. Pojmenován byl podle Wernera Mölderse, německého stíhacího pilota za španělské občanské války a druhé světové války. Zanikl v roce 1944 po postupném ústupu německých vojsk z území města.
Největším úspěchem klubu byla jednoroční účast v konečné fázi Gauligy Generalgouvernement, jedné ze skupin tehdejší nejvyšší fotbalové soutěže na území Německa. V sezóně 1943/44 se stal jejím posledním vítězem.

## Získané trofeje
- Gauliga Generalgouvernement ( 1× )
  - 1943/44

## Umístění v jednotlivých sezonách
Stručný přehled
Zdroj: 
- 1943–1944: Gauliga Generalgouvernement

Jednotlivé ročníky
Zdroj: 
Legenda: Z - zápasy, V - výhry, R - remízy, P - porážky, VG - vstřelené góly, OG - obdržené góly, +/- - rozdíl skóre, B - body, červené podbarvení - sestup, zelené podbarvení - postup, fialové podbarvení - reorganizace, změna skupiny či soutěže
| Velkoněmecká říše (1943 – 1944) |                             |        |                                           |                                           |                                           |                                           |                                           |                                           |                                           |                                           |                                           |
| Sezóny                          | Liga                        | Úroveň | Z                                         | V                                         | R                                         | P                                         | VG                                        | OG                                        | +/-                                       | B                                         | Pozice                                    |
| 1943/44                         | Gauliga Generalgouvernement | 1      | Finále (výhra 8:1 nad DTSG Tschenstochau) | Finále (výhra 8:1 nad DTSG Tschenstochau) | Finále (výhra 8:1 nad DTSG Tschenstochau) | Finále (výhra 8:1 nad DTSG Tschenstochau) | Finále (výhra 8:1 nad DTSG Tschenstochau) | Finále (výhra 8:1 nad DTSG Tschenstochau) | Finále (výhra 8:1 nad DTSG Tschenstochau) | Finále (výhra 8:1 nad DTSG Tschenstochau) | Finále (výhra 8:1 nad DTSG Tschenstochau) |